# Drambuie

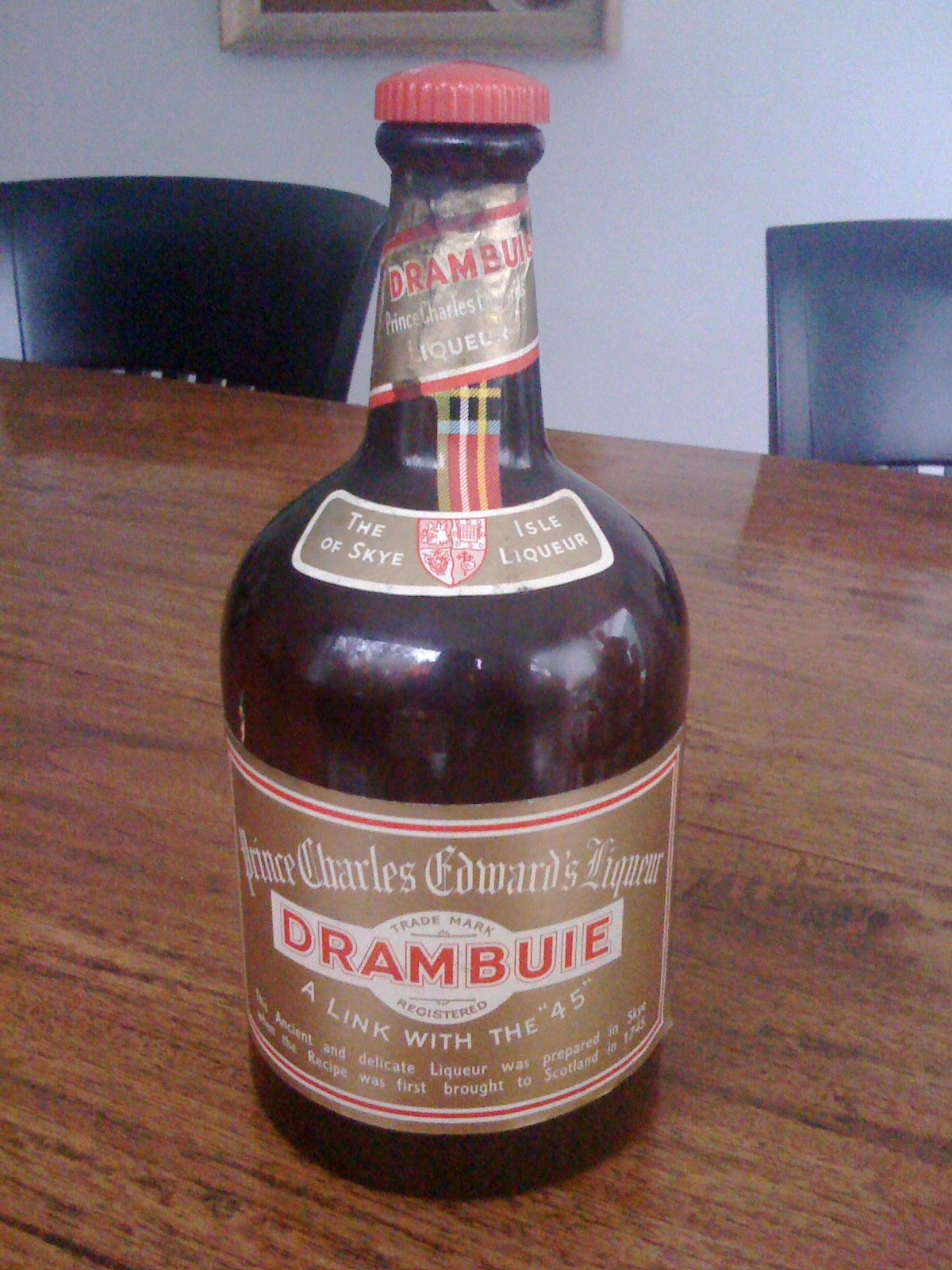
Eine alte Flasche Drambuie (Form bis 2009)

Drambuie [dræmˈbuːi], [dræmˈbʲuːi] (nach gälisch an dram buidheach „ein Trank, der glücklich macht“) ist ein schottischer Likör mit einem Alkoholgehalt von 40 % Vol. Er wird aus bis zu 17 Jahre altem Malt Whisky, Grain Whisky, Heidehonig aus den Highlands und verschiedenen Kräutern hergestellt und seit 1909 kommerziell produziert. Hersteller ist seit 2014 das vor allem durch seine Scotch Whiskys bekannte Unternehmen William Grant & Sons.

## Geschichte
Die Geschichte des Drambuie ist angeblich eng mit dem schottischen Freiheitskampf gegen die Engländer verknüpft. Prinz Charles Edward III. Stuart, auch bekannt als Bonnie Prince Charlie, erlangte durch eine Invasion Großbritanniens Berühmtheit. Seine Truppen mussten sich letztlich jedoch zurückziehen und wurden im Jahr 1746 bei der Schlacht bei Culloden geschlagen. Bei seiner anschließenden Flucht durch die Highlands und Inseln des westlichen Schottlands wurde er von Mitgliedern des Clan MacKinnon begleitet. Deren Clan Chief John MacKinnon half dem Prinzen bei der Flucht auf die Insel Skye. Als Dank für seine Rettung soll letzterer dem Clan der Legende nach das geheime Rezept des königlichen Lieblingslikörs übergeben haben.
Im Jahr 1873 wurde das Rezept an John Ross, den Besitzer des Broadford Hotel auf der Isle of Skye weitergegeben. Dieser begann es seinen Gästen zu servieren, die es als „an dram buidheach“ („ein Trank, der glücklich macht“) bezeichneten. Diese Aussage wurde später zu Drambuie verkürzt. 1893 wurde der Name von John Ross’ Sohn geschützt. Die kommerzielle Abfüllung begann im Jahr 1909. 1914 wurde The Drambuie Liqueur Company gegründet. 1916 war Drambuie der erste Likör, der im House of Lords serviert wurde.
Zum 100-jährigen Produktionsjubiläum wurde im Jahr 2009 erstmals die Flaschenform geändert. 2014 gelangte der Likör in das Portfolio des  Whisky-Herstellers William Grant & Sons. Der Vertrieb in Deutschland wechselte 2015 von der Underberg-Tochter Diversa Spezialitäten zur Campari Deutschland GmbH, einem Tochterunternehmen der Campari-Gruppe. 2016 wurde das Design der Flasche abermals verändert.

## Verwendung
Neben dem Pur-Genuss wird der Likör auch in mehreren Cocktails verwendet, so zum Beispiel im Rusty Nail, der vom Hersteller auch als Signature Drink beworben wird.